# ستيف ويست (لاعب هوكي الجليد)
ستيف ويست هو لاعب هوكي الجليد كندي، ولد في 20 مارس 1952 في بيتيربوروغ في كندا.

## وصلات خارجية
- ستيف ويست على موقع دوري الهوكي الوطني (الإنجليزية)
- ستيف ويست على موقع EliteProspects.com (الإنجليزية)
- ستيف ويست على موقع HockeyDB.com (الإنجليزية)
- ستيف ويست على موقع Hockey-Reference.com (الإنجليزية)